# Venturia patula
Venturia patula là một loài tò vò trong họ Ichneumonidae.